# جيمس شنايدر
جيمس شنايدر هو سياسي بريطاني، ولد في 1987. نشط حزبياً في حزب العمال.